# علم فلك الموجات الثقالية
يعد علم فلك الموجات الثقالية من الفروع المبثقة من علم فلك الأرصاد والذي يطمح إلى استخدام الموجات الثقالية والتي تم اكتشافها لأول مرة من خلال نظرة أينشتين لقوانين نسبية عامة. لكي يتم تجميع المعلومات اللازمة حول الأجسام الضخمة مثل نجوم النيوترون والثقوب السوداء (نجم نيوتروني & ثقب أسود ). وأحداث هامة حدثت مثل السوبر نوفا (مستعر أعظم ) وعمليات تشمل أحداث من الكون البدائي الأولي مثل البيج بانج ( الانفجار العظيم ).  
إن كلاً من الأمواج الثقالية وموجات الجاذبية وحشان مختلفان تماماً. الأمواج الثقالية عبارة عن تموجات في الزمكان. وقد تنبأت النظرية النسبية العامة لأينشتاين بها قبل قرنٍ مضى، وتتولد بواسطة التسارع (أو بالفعل، التباطؤ) الناتج عن الأجسام فائقة الكتلة في الكون. إذا انفجر نجم كمستعر أعظم (سوبرنوفا)، فإن الأمواج الثقالية تحمل الطاقة بعيداً عن الانفجار بسرعة الضوء. إذا اصطدم ثقبان أسودان فإنهما سيسببان هذه التموجات في الزمكان لتنتشر كالتموجات على سطح بركة.
إذا كان هناك نجمان نيوترونيان يدوران حول بعضهما بشكل قريب جداً، فإن الطاقة ستُحمل من هذا النظام بواسطة - هل خمنت ذلك؟- الأمواج الثقالية. إذا استطعت الكشف عن هذه الأمواج ومراقبتها عندها فإن حقبةً جديدة من علم فلك الأمواج الثقالية ربما تصبح ممكنة، الأمر الذي يسمح لنا بالتفريق بين أدلة الأمواج الثقالية والعمل على معرفة الظاهرة التي ولدتها. على سبيل المثال، فإن نبضةً مفاجئة من الأمواج الثقالية ربما تشير إلى أنها قادمة من انفجار مستعر أعظم، في حين أن إشارة تذبذبية متسمرة قد تشير إلى دوران ثقبين أسودين قريبين من بعضهما قبل اندماجهما.
في الحادي عشر من فبراير عام 2016 تم اعلان أول مشاهدة للموجات الثقالية الأولى في سبتمبر 2015 بواسطة المؤسسة البحثية ليغو ( ليغو (مرصد)) 
ليغو (LIGO) مرصد للأمواج الثقالية بالـولايات المتحدة الأمريكية. وليغو اختصار لـ (مرصد الموجات الثقالية بالتداخل الليزري) Laser Interferometer Gravitational Wave Observatory. ويتكون من مرصدين أحدهما في هانفورد والآخر في ليفينغستون.
أُنشئ سنة 1992 من طرف رولاند ريفر ورينار ويس، ويعمل به المئات من العلماء.

## المشاهدات

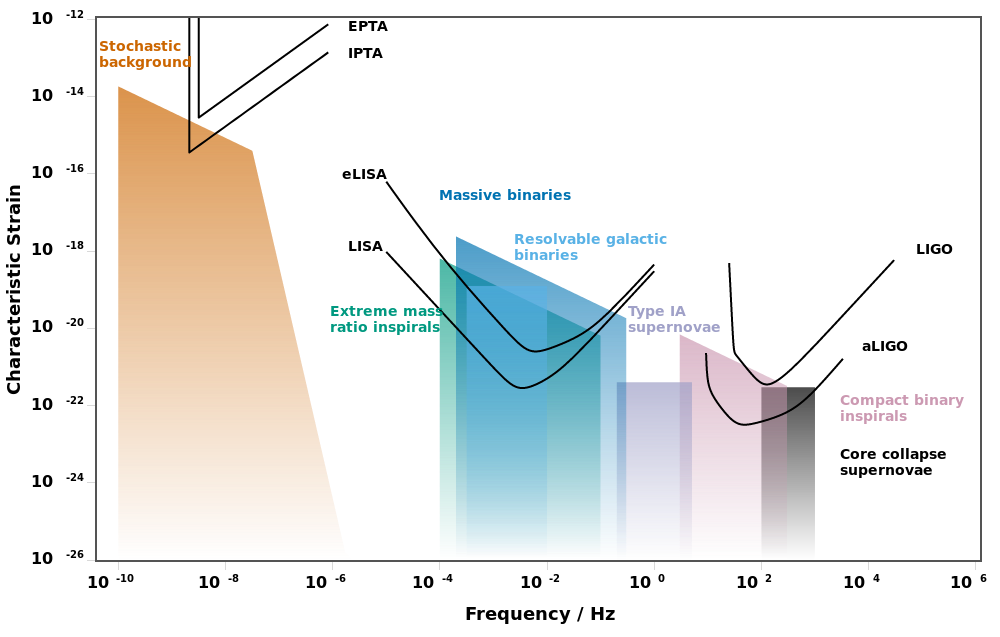
يعمل الأنبوبان المتعامدان على بعضهما بطريقة مقياس ميكلسون للتداخل مع استخدام شعاع ليزر للقيام بالتجربة.
عند التقاء الأنبوبين يصدر شعاع ليزر بقدرة 10 واط ويسقط على مقسم الشعاع (مرآة نصف شفافة) حيث ينقسم الشعاع إلى شعاعين ينطلق كل واحد منهما في أحد الأنابيب المتعامدة بطول 4 كيلومتر. يوجد في كل أنبوب "مقياس تداخل فابري-بيرو " يتكون من مرآتين واحدة منها نصف شفافة مما يجعل الشعاع يجري في الأنبوب ذهابا وإيابا 75 مرة إلى أن يعود إلى مقسم الشعاع. بتلك الطريقة حيث ينعكس كل شعاع داخل أنبوبه 75 مرة تزداد المسافة التي يقطعها الضوء من مسيرته ، مما يزيد من حساسية الجهاز.
يلتقي الشعاعان المنعكسان عند مقسم الشعاع فيقوم بعكسهما ليسقطان على ثنائي ضوئي فيقوم بقياس شدة ضوئهما. تضبط المرآتان الموضوعان في مؤخرة كل أنبوب بحيث يتداخل الشعاعان المنعكسان تداخلا هداما ويمحو كلواحد الآخر ، أي لا يسقط ضوء على الثنائي الضوئي. ولكن لا يأتي ذلك بسهولة بسبب تأثيرات وضوضاء خارجية لهذا تتطلب التجربة إعادة ضبط المرايا بيد الحين والآخر لاستمرار تحقيق عدم وصول الشعاعين المتداخلين إلي الثنائي الضوئي.
فإذا سقطت موجة جاذبية على المرصد فهي تغير من طول ذراعين الرصد. وبينما ينكمش أحد الذراعين يتمدد الآخر مما يتسبب في انزياح الطور بين الشعاعين الليزريين للمرصد وتتغير شدة الضوء التي يسجلها المكشاف. يقوم المكشاف (الثنائي الضوئي) بأرسال شدة الضوء المسجلة إلى الحاسوب الذي يقوم بحساب الإشارة وتقدير صحتها.
عن طريق نظام المرايا المستخدم و شدة ضوء الليزر يستطيع المشرفون على التجربة تعيين فرق طول الذراعين بدقة 10^{-22}, وهذا يعادل 1/1000 من قطر بروتون. ورغم تلك الحساسية الكبيرة لجهاز التجربة إلا أنه فيما يبدو يحتاج إلى تحسينات إضافية حتى يتحقق قياس موجة ثقالية.
ومن الواضح أن الجهاز يكامله حساس أيضا لمؤثرات خارجية متعددة مثل تحركات على الارض أو فيها (مثل زلازل بعيدة ، أو حتى أمواج ماء على الشاطيء) ، وعوامل الطقس (الرياح) ، والمواصلات من قطارات وسيارات نقل وغيرها ومن العوامل الداخلية التي تؤثر أيضا على الجهاز تغيرات درجة حرارة أجزائه. ووظيفة نظام الحاسوب هو البحث عن إشارة ناتجة من موجة جاذبية من وسط هذا الكم الهائل من الإشارات المشوشرة.

### الموجات الثقالية
وحتى الآن، مازالت الأمواج الثقالية نظرية، وذلك على الرغم من الأدلة القوية غير المباشرة على وجودها. ومن المثير للاهتمام، أنه مع انتشار الأمواج الثقالية عبر الزمكان فإنها تشوه نسيج الفضاء، وبدرجة قليلة تعمل على تقليص أو توسيع الفضاء بين جسمين. التأثير ضئيل للغاية، لكن باستخدام مقياس التداخل الليزري- مثل مرصد الليزر لقياس تداخل الموجات الثقالية (LIGO) الذي يقيس أصغر الاضطرابات في الليزر المنعكس على طول 2.5 ميل من الأنفاق الفراغية على شكل حرف L- فإن انتشار الموجات الجاذبية من خلال كوكبنا قد يتم الكشف عنه.
في حالة مرصد LIGO فإن هناك محطتان تقعان على اتجاهين منفصلين متعاكسين بمسافة تقرب من 2000 ميل. إذا كانت إشارة الأمواج الثقالية حقيقية فإنه يمكن رصد أثرها في كلا الموقعين، وإن كانت غير ذلك فإن محطةً واحدةً فقط سترصدها. على الرغم من أنه هذا المرصد بدأ عملياته عام 2002 إلا أنه حتى الآن لم يكشف عن وجود أمواج ثقالية، لكن في شهر سبتمبر/أيلول من عام 2015 تم تطوير النظام إلى LIGO المتقدم، والآمال مرتفعة بأن الفيزيائيين سيكون لديهم أخبار جيدة لنا في نهاية المطاف يوم الخميس.
ربما ما زلت تذكر المشاجرة حول «الاكتشاف» الخاص بمرصد BICEP2 (وعدم اكتشاف) الأمواج الثقالية في الوهج البدائي الضعيف للانفجار الأعظم- الذي يعرف باسم إشعاع الخلفية الميكروي. وبالرغم من أن «اكتشاف» المرصد BICEP2 قد فشل، يُعتقد أن الاضطرابات الثقالية الصغيرة التي حدثت في وقت قريب من الانفجار الأعظم تركت «بصمة» لها في هذا الإشعاع القديم كنوع خاص من الضوء المستقطب.
يجب رصد هذه البصمات للموجات الثقالية الأولية (الأمواج الثقالية التي خلّفها الانفجار الأعظم) وعندها فإنه سيتم تأكيد نماذج معينة من التوسع الكوني والجاذبية الكمومية. على كل حال، هذه ليست الأمواج الثقالية التي يسعى مرصد LIGO خلفها- فمرصد LIGO والمراصد التي تشبهه تسعى للبحث عن الأمواج الثقالية الناتجة عن الأحداث الكونية النشيطة التي تحدث الآن في كوننا الحالي. إن مطاردة الأمواج الثقالية البدائية هو أكثر من حفرٍ أثري في ماضي كوننا. 
موجات الجاذبية هي اضطرابات فيزيائية نشأت من قوة الاستعادة الخاصة بالجاذبية في بيئة الكواكب. بعبارة أخرى، موجات الجاذبية تخص الأغلفة الجوية الكوكبية والأجسام في الماء. في حالة الأغلفة الجوية يندفع الهواء عبر المحيطات ويواجه جزيرة، على سبيل المثال، سيُجبر الهواء على الارتفاع للأعلى، بينما الرياح السفلية في الجزيرة ستبقى على ارتفاعات منخفضة بسبب الجاذبية، لكن الطفو سيعمل عكس الجاذبية ما يجعلها ترتفع للأعلى مجدداً.
والنتيجة غالباً ما تكون عبارة عن منطقة اهتزاز للهواء في الغلاف الجوي والتي يمكن أن تُنتج الغيوم في قمم الأمواج (أو أعلى نقطة)، حيث تتكاثف الرطوبة ضمن ارتفاعات منخفضة. أيضاً، في حالة المحيطات، تتشكل موجات الجاذبية السطحية في واجهة الغلاف الجوي / أو تداخل المياه؛ تضرب الرياح سطح التوازن ما يجعل قوة الاستعادة الخاصة بالجاذبية تجبر السطح على النزول في حين تعمل قوة الطفو في الماء على إعادته. إن كلاً من الأمواج الناتجة عن الرياح، وحركات المد والجزر، وموجات التسونامي كلها أمثلة على أمواج الجاذبية.
حسناً، النتيجة هي أن الجاذبية مسؤولة عن كل من الأمواج الثقالية وموجات الجاذبية، لكنهما تمتلكان خصائص مختلفة للغاية لا ينبغي الخلط بينها.

### مساهمة أينشتاين الكبيرة
كان آينشتاين قد اقترح في عام 1916 وجود الأمواج الثقالية، وذلك امتدادا لنظريته النسبية العامة، التي قدمت قوة الجاذبية كانحناء في الزمان والمكان نتيجة وجود المادة. ولكن العلماء لم يعثروا حتى الآن إلا على أدلة غير مباشرة على وجودها.
والنسبية العامة هي نظرية نشرها آينشتاين عام 1915، وقدمت نظرية هندسية للجاذبية كخاصية هندسية في المكان والزمان، أو ما يطلق عليه اسم «الزمكان».
والأمواج الثقالية هي ترددات تظهر في الفضاء نتيجة التسارع أو التباطؤ الناتج عن الأجسام الفائقة الكتلة في الكون، كما هو الحال في وجود نجمين أو ثقبين أسودين أو نجم وثقب أسود يدوران حول بعضهما بشكل قريب جدا، وتنتج عن دورانهما طاقة تحمل بالأمواج التي سميت أمواجا جاذبية، بعيدا عن محور الدوران بسرعة الضوء.
وإذا اصطدم جرمان فإنهما سيسببان هذه التموجات في الزمان والمكان نفسه، لتنشتر كالحلقات على سطح بركة ماء.

## الطموح العلمي
الأمواج الثقالية Gravitational Waves هي إحدى الظواهر التي تنبأ بها آينشتاين من خلال نظريته في النسبية العامة قبل ما يُقارب المئة عام، ويمكن تشبيهها بالأثر الذي تُحدثه حصاة عند إلقاءها ببركة ماء على سطحها ورقتي شجر، حيث يَنتُج عن ذلك تموجات على سطح البركة وعندما تصل هذه التموجات لمكان الورقتين ستهتزان مقتربتين ومبتعدتين عن بعضهما بشكلٍ طفيف، وكذلك تنتشر الأمواج الثقالية عبر نسيج الزمان والمكان (الزمكان) مُسببة تغيرات في المواضع النسبية للأجسام وانحرافات في الأشعة الكهرومغناطيسية المنتشرة في الكون، لكنَّ هذه الامواج تستلزم أحداثًا فلكيةً ضخمة لكي تَنتُج كاصطدام ثقبين أسودين أو دوران نجمين نيوترونيين حول بعضهما أو حتى نشوء الكون وتضخمه في أجزاء من الثانية. وذلك الاكتشاف سوف يدفع الفيزيائيين لإعادة النظر في العديد من الفرضيات والنماذج الموضوعة لتفسير مسائل عميقة في الفيزياء والفلك. قبل مائة عام، اقترح آينشتاين، في نسبيّته العامّة، تصوّراً لـ “الموجات الثقالية”؛ إذ رأى، من خلاله، أن الزمكان (النسيج الزماني والمكاني في الكون) يشبه ورقة مطّاطية مسطّحة، إن دحرجنا كرةً فوقها، ستتمطّط، ما يؤدّي إلى انحناء الورقة. يُنتج عن انحناء الزمكان (النسيج الزماني والمكاني في الكون) أمرين؛ الأول، هو الجاذبية الأرضية، والثاني، دوران الأرض حول الشمس. أضخم اكتشاف علمي منذ مئة عام: الموجات الثقالية تثبت نظرية آينشتاين حول الأرض 
 يمكن لعدد قليل من الأشياء أن تعطي تأكيدًا أكثر إرضاءً لنظرية أينشتاين في الجاذبية، أكثر إرضاءً من الملاحظة المباشرة للثقوب السوداء أو الموجات الثقالية؛ وذلك لأنها تلخِّص فكرة حني وثني الزمكان.
تخَصَّصَ ساتيابراكاش في الموجات الثقالية وكان على يقين أنها في الحقيقة ستقوده إلى مفتاح الأُحجيتين. "الثقوب السوداء هي سوداء بالمعنى الكهرومغناطيسي؛ فهي لا تصدر أي ضوء ولا أي موجات راديوية وهلمّ جراً، لكنها من الممكن أن تصدر موجاتٍ ثقالية، أفضل مثال هو النظام الثنائي من الثقوب السوداء الموصوف أعلاه. برصدنا للموجات الثقالية، قد يصير بإمكاننا أن نقيس تركيب هندسية الزمكان حول الثقب الأسود بطريقة لن تكون ممكنة في أي تجربة أخرى، ويُعتقد أن معظم المجرات تحتوي ثقبًا أسود في مركزها، كما أن هذه الثقوب ليست جالسة هناك مكتوفة الأيدي، فهي لا تفتؤ تلتهم المواد الأخرى، والثقوبَ السوداء الأخرى الموجودة في المناطق المجاورة لها. عندما يسقط ثقب أسود صغير في ثقب أسود أكبر منه، فإنه يأخذ مدارًا معقدًا للغاية، وعندما يتحرك الثقب الأسود الصغير بشكل دائري، فإنه يأخذ عينة من هندسية الزمكان الموجود في المنطقة، وتقوم إشارات الموجات الثقالية المنبعثة بتشفير هذه الهندسية.
والأهم من ذلك، تتنبأ نظرية أينشتاين أنه عند اصطدام ثقبين أسودين تنتج موجات ثقالية مع كميات هائلة من الطاقة في مُدَّة قصيرة جداً. تظهر هذه الكمية من الطاقة على شكل سُطوع، والتي تَفُوق جميع أضواء النجوم القادمة من كل مجرات الكون. "على الرغم من أن الثقوب السوداء هي سوداء كهرومغناطيسيًا، فإنه من الممكن أن تضيء الكون بأكمله، (وذلك من حيث الموجات الثقالية)، مع أن ذلك لا يبقى إلا فتره قصيرة جداً، ومن هنا يأتي الاهتمام بالموجات الثقالية.
- هناك مشروعان طَموحان، وهما: هوائي مقياس التداخل الليزري الفضائي (LISA)، وهو مستكشف فضائي من المقرر أن ينطلق بحدود العام 2020، وتلسكوب أينشتاين، الذي من الممكن أن يُبنى بين عامي 2025 و2030 ، وسيكون لكليهما القدرة على اكتشاف أمواج الجاذبية من تصادمات الثقوب السوداء البعيدة في الكون. وستزود الثقوب السوداء الثنائية والنجوم النيوترونية علماء الفلك بطرق محسنة للتغلب على مشكلة صعوبة قياس المسافات الكونية، وبمقارنة الكثافة المرصودة لموجة ثقالية ناتجة من اندماج الثقوب السوداء ذات الشدة الداخلية (والتي يمكن أن تحسب من الناحية النظرية)، فإنه من الممكن حساب بعد مصدر الموجة عنا. وبالتالي، فإن عمليات رصد الموجات الناتجة عن عدة اندماجات للثقوب السوداء ستزودنا بمقياس مسافة كوني، وهي علامات مسافية في المكان والزمان، والتي يمكننا قياس المسافات الأخرى بناءً عليها. يساعد هذا على تحديد بعض الملامح الهامة للكون، على سبيل المثال مدى السرعة التي يتوسع بها. يستخدم الفلكيون حاليًا ظواهرَ أخرى، فيستخدمون على سبيل المثال المستعرات الفائقة (supernovae) لبناء مقياس المسافة الكوني، ولكن ساتيابراكاش يقول إن الموجات الثقالية ستزيد الدّقة بشكل كبير. إحدى الإمكانيات المثيرة هي الكشف عن الموجات التي تنبعث على طول الطريق من الانفجار الكبير. "وربما أُنتِجت موجات ثقالية بعد جزء صغير من الثانية من الانفجار الكبير، وقد سافرت إلينا سليمة من دون أي تلف. عن طريق رصدنا لها، سيكون لدينا إمكانية معرفة أوضاع الكون في وقت مبكر جدًا من حياته. سبق وأن وضعنا، في ورقة من مجلة "Nature" الشهر الماضي، حدودًا للقوة التي يمكن أن تكون عليها هذه الموجات". لكن ماذا لو لم يستطع أيٌ من أجهزة الكشف المتطورة، التي ستدخل حيز العمل خلال العشرين سنة القادمة، اكتشاف أي موجات؟ هل سيثير ذلك شكوكًا حول وجودها، أو حتى حول نظرية أينشتاين في الجاذبية ككل؟ يقول ساتيابراكاش: "نحن نعلم أن الموجات الثقالية موجودة، لا أعتقد أن أي شخص بكامل قواه العقلية ممكن أن يشك في (أدلة النجم النيوتروني لهالس وتايلور). في الواقع، نال تايلور وهالس جائزة نوبل في الفيزياء في 1993 لاكتشافهما هذا. لكن الأمر الذي يمكن أن يحدث، هو أن يثبُت أن مصادر الموجات الثقالية ليست شائعة جدًا. سيكون الجيل القادم من الكواشف حساساً لمسافة 600 مليون سنة ضوئية، والسؤال هو: هل هذا جيد بما فيه الكفاية. لكن التوقعات الحالية المبنية على النجم النابض الثنائي لهالس وتايلور تقول أننا نرى الأحداث ضمن 600 إلى 700 مليون سنة ضوئية، وهذه هي المسافة التي تهدف المستكشفات المتقدمة إلى تحقيقه.

## التطوير الناشئ

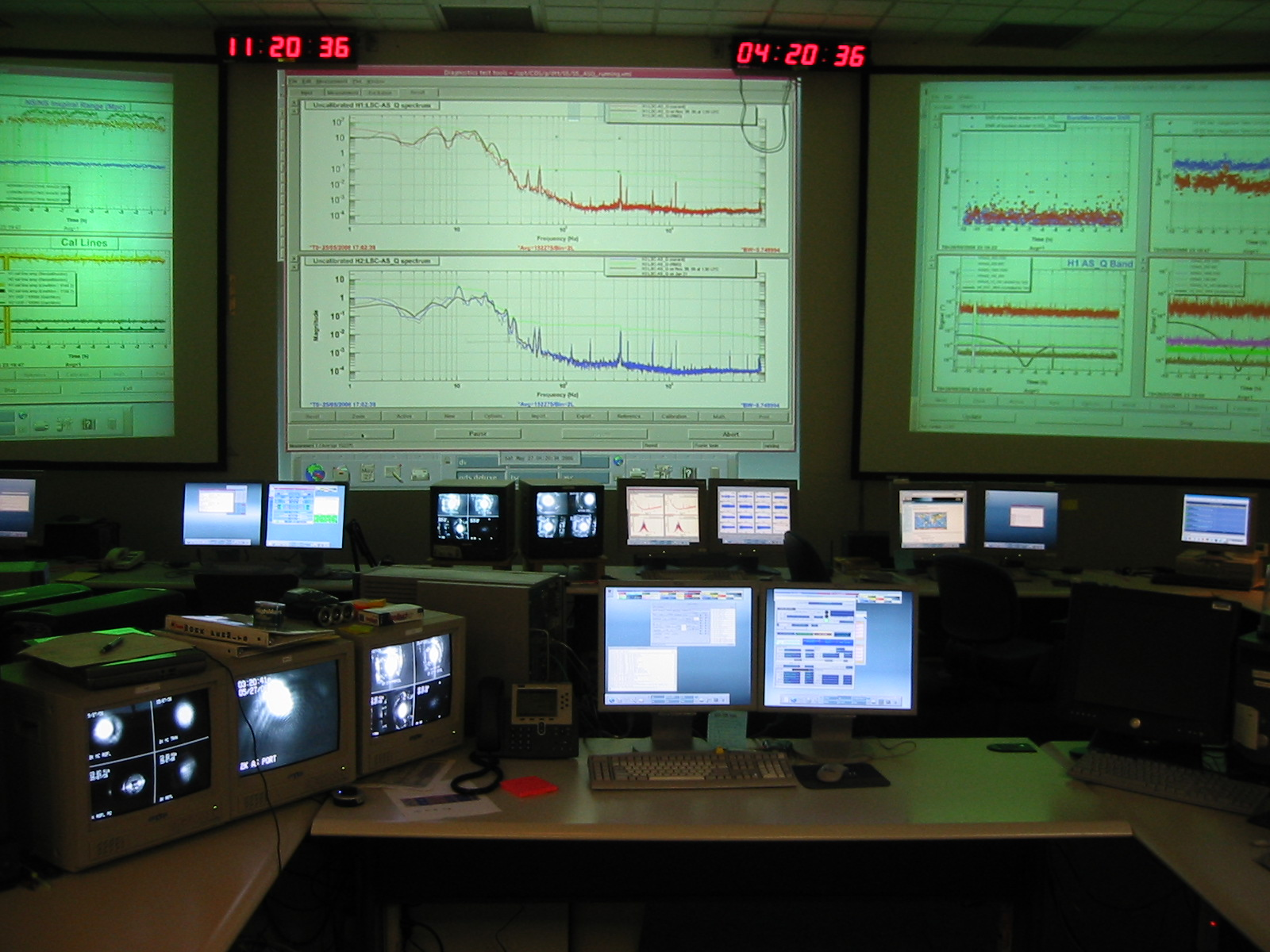
غرفة التحكم الخاصة بليغو في هانفورد

الثنائيات المجرّية المُندمجة (galactic compact binaries): تتألف الثنائيات المُندمجة على الأقل من قزم أبيض أو نجم نيوتروني يدور جانب رفيقه. وتعتبر مثل هذه المصادر شائعة للغاية في المجرة لدرجة أن بإمكانها أن تبدأ بتشكيل خلفية صاخبة. وسيساعدنا رصد هذه المصادر على فهم نماذج التجمعات النجمية وتطور النجوم. ويجب على بعض الثنائيات النجمية المعروفة بثنائيات التحقق (verification binaries) أن تكون قابلة للكشف في غضون ساعات قليلة من تشغيل جهاز رصد محمول على متن مركبة فضائية، وستسمح لنا باختبار عمله. تقترب النجوم الموجودة في الأنظمة الثنائية من بعضها البعض ببطء وبشكل حلزوني، بينما تحمل الأمواج الثقالية معها الطاقة والزخم. وفي النهاية يندمج الجسمان معاً. ويعتبر الجرم الناتج عن اندماج نجم نيوتروني مع نجم نيوتروني آخر مرشحاً محتملاً لإصدار نفثات أشعة غاما القصيرة، وهي من الظواهر الأكثر إصداراً للطاقة في الكون.

## القيمة العلمية
يعتمد علم الفلك على الإشعاع الكهرومغناطيسي بشكل تقليدي. والذي نشأ مع بداية الحزم المرئية، أصبح من الممكن مع تطور التكنولوجيا مراقبة أجزاء أخرى من الطيف الكهرومغناطيسي، مثل موجات الراديو وأشعة غاما. أعطى كل مجال ترددات جديد منظورًا جديدًا للكون وقدم اكتشافات جديدة. قدمت القياسات المباشرة وغير المباشرة للجسيمات ذات الطاقة العالية خلال القرن العشرين نافذة إضافية لرؤية الكون. أسس اكتشاف النيوتريونات الشمسية في أواخر القرن العشرين مجال علم الفلك النيوتريني، مما أعطى نظرة ثاقبة للظواهر التي تعذر الوصول إليها في السابق مثل العمليات الداخلية في الشمس. توفر مراقبة موجات الجاذبية وسيلة أخرى لتسجيل الملاحظات الفيزيائية الفلكية.
حصل راسل هولس وجوزيف تايلور على جائزة نوبل في الفيزياء لعام 1993 لإثباتهم أن التحلل المداري لزوج من النجوم النيوترونية أحدهما نجم نابض يماثل توقعات النسبية العامة للموجات الثقالية. لوحظ بعد ذلك العديد من النجوم النابضة الثنائية (بما في ذلك نظام النابض المزدوج)، وكلها تنبأت بوجود موجات الجاذبية. مُنحت جائزة نوبل في الفيزياء لرينر فايس وكيب ثورن وباري باريش في عام 2017 لدورهم في أول اكتشاف لموجات الجاذبية.
توفر الموجات الثقالية معلومات مكملة للمعلومات التي توفرها وسائل أخرى. من خلال الجمع بين اثار وملاحظات لحدث واحد جُمعت باستخدام وسائل مختلفة، من الممكن حينها اكتساب فهم أكبر لخصائص المصدر. يمكن أيضًا استخدام موجات الجاذبية لمراقبة الأنظمة التي تكون غير مرئية (أو يكاد يكون من المستحيل اكتشافها) بالنسبة للوسائل الأخرى. على سبيل المثال: هي توفر طريقة فريدة لقياس خصائص الثقوب السوداء.
يمكن أن تنبعث موجات الجاذبية بعدة طرق ولكن لإنتاج إشارات قابلة للكشف يجب أن يكون المصدر أجسام ضخمة جدا تتحرك بسرعة عالية جدا. المصدر الرئيسي هو بقايا نجمية متراصة ثنائية. بعض الأمثلة:
- ثنائيات متراصة مكونة من جسمين يمتلكان كثافة عالية يدوران حول النجوم مثل الأقزام البيضاء أو النجوم النيوترونية أو الثقوب السوداء. تعتبر الثنائيات الأوسع نطاقًا (ذات الترددات المدارية الأقل) مصدرًا لموجات الثقالة التي تلتقطها بعض الكواشف مثل ليزا.[9][10] تنتج الثنائيات الأقرب إشارة للكواشف الأرضية مثل ليكو.[11] يمكن أن تكشف أجهزة الكشف الأرضية عن أجسام ثنائية تحتوي على ثقب أسود متوسط الكتلة تشمل عدة مئات كتلة شمسية.[12][13]
- الثقوب السوداء فائقة الكتلة الثنائية، تتكون من ثقبين أسودين بكتل من 5^10 إلى 10^9 كتلة شمسية. تم العثور على الثقوب السوداء الفائقة في وسط المجرات. عندما تندمج المجرات يكون من المتوقع أن تندمج ثقوبها السوداء الفائقة المركزية أيضًا.[14] من المحتمل أن يكون ذلك أقوى مصدر لإشارات الموجات الثقالية.
- أنظمة نسبة الكتلة المرتفعة لنجم مضغوط يدور حول ثقب أسود هائل. [32] تعتبر هذه الأنظمة مصادر معلومات لبعض الكواشف مثل ليزا.[15] تنتج الأنظمة ذات المدارات اللامركزية حزمة من الموجات الثقالية عندما تمر عبر أقرب نقطة.[16] أما الأنظمة ذات المدارات شبه الدائرية تصدر باستمرار موجات ضمن نطاق تردد كواشف ليزا.[17] يمكن ملاحظة وجود أنظمة نسبة الكتلة المرتفعة في العديد من المدارات. مما يجعلهم موضع ابحاث ممتاز لهندسة الزمكان، ويسمح ذلك بإجراء اختبارات دقيقة على نظرية النسبية العامة.[16]

يوجد بالإضافة إلى الأجسام الثنائية مصادر محتملة أخرى:
- تصدر النجوم المستعرة العظمة رشقات عالية التردد من موجات الجاذبية التي يمكن اكتشافها باستخدام كواشف مثل ليغو أو فيرغو.[18]
- تمثل النجوم النيوترونية الدوارة مصدرًا لموجات مستمرة عالية التردد إذا كانت لا تمتلك تناسق محوري.[19][20]
- العمليات الكونية المبكرة مثل التضخم أو المرحلة الانتقالية.[21]
- يمكن ان تصدر الأوتار الكونية أيضًا موجات الثقالة إن وجدت.[22] يؤكد اكتشاف هذه الموجات الثقالية وجود الأوتار الكونية.

تتفاعل موجات الثقالة بشكل ضعيف مع المادة. ويجعل ذلك من الصعب اكتشافها. ويعني ذلك أيضًا أنه يمكنها الانتقال بحرية عبر الكون ولا يتم امتصاصها أو تشتيتها مثل الإشعاع الكهرومغناطيسي. لذلك من الممكن رؤية مركز الأنظمة الكثيفة، مثل قلب النجوم المستعرة أو مركز المجرات. من الممكن أيضًا أن نرى الزمن الماضي من خلال الإشعاع الكهرومغناطيسي لأن الكون المبكر كان معتمًا ولكنه شفاف بالنسبة لموجات الجاذبية.
إن قدرة الموجات الثقالية على الحركة بحرية عبر المادة تعني أيضًا أنه لا يتم توجيه كواشف موجات الثقالية لمراقبة مجال رؤية واحد (على عكس التلسكوبات) ولكنها تراقب السماء بأكملها. تعتبر الكواشف أكثر حساسية في بعض الدراسات من غيرها، ويعتبر ذلك أحد الأسباب التي تجعل من المفيد وجود شبكة من الكواشف.

### التضخم الكوني
يعتبر التضخم الكوني فترة افتراضية حدثت عندما توسع الكون بسرعة 10^-36 ثانية بعد الانفجار العظيم وقد أصدر موجات ثقالية من شأنها أن تترك بصمة مميزة في استقطاب الموجات القصيرة الكونية.
من الممكن حساب خواص موجات الثقالة البدائية من خلال قياسات أنماط الموجات القصيرة، واستخدام تلك الحسابات لمعرفة المزيد عن الكون المبكر.